# Lodomeria
Lodomeria (Fürstentum Lodomerien, auch bekannt als Fürstentum Wladimir/Wolodymyr) war ein Fürstentum in der Kiewer Rus. 

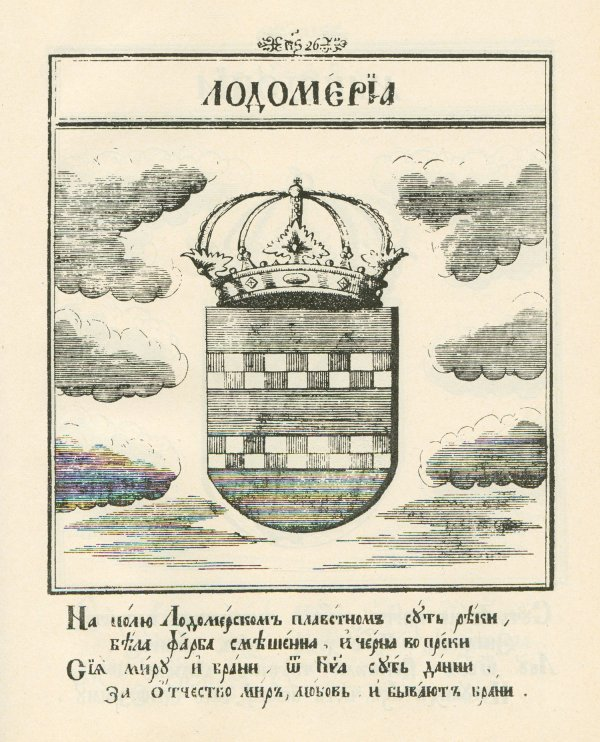
Wappen von Fürstentum Lodomerien

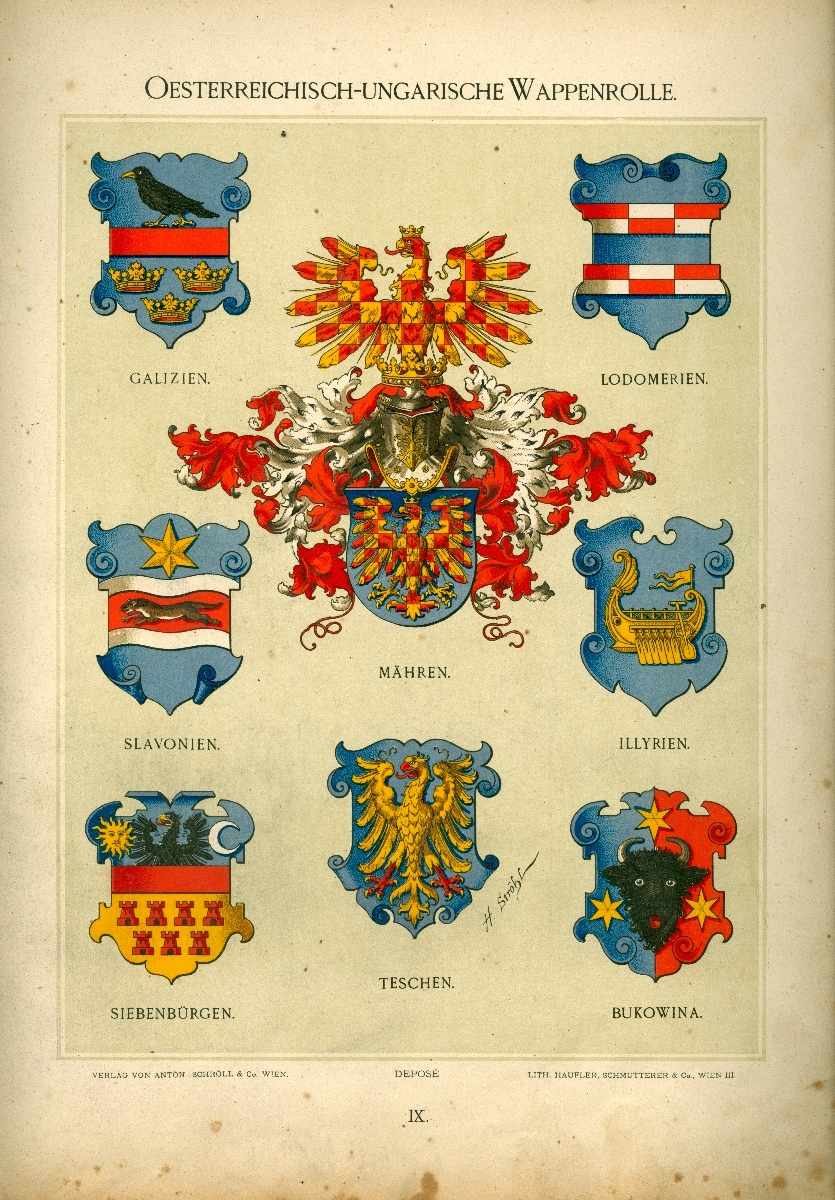
Wappen von Lodomerien, Österreichisch-Ungarische Wappenrolle

Flagge von Lodomeria bei der Krönung Ferdinands II. (1618)

Streitigkeiten zwischen den galizischen und lodomerischen Häusern (Roman Mstyslawytsch und Wolodymyr II Jaroslawytsch) führten zu einer Einmischung des ungarischen Königs Bela III, der sich 1190 den Titel Rex Galatiae aneignete und seinen Sohn Andreas zum Statthalter des Königreichs ernannte. Mit Hilfe von Polen gewann Roman Mstyslawytsch den Wolodymyr zurück. Nach seinem Tod im Jahr 1205 wurde der Kampf zwischen Polen und Ungarn um die Vorherrschaft im Land wieder aufgenommen, aber 1215 wurde vereinbart, dass Daniel, der Sohn von Roman, mit Lodomeria investiert werden sollte, und Koloman, der Sohn des ungarischen Königs, mit Galizien. Koloman wurde jedoch von Mstislaw von Nowgorod vertrieben, und seinerseits wurde Andreas, Mstislaw's Kandidat, von Daniel von Lodomeria vertrieben. Im Jahr 1228 eroberte Daniel von Lodomeria, der Sohn des Fürsten Roman Mstyslawytsch, auch Galizien und wurde als Daniel von Galizien oder König von Galizien-Wolhynien bekannt.
Nach dem Aussterben der Dynastie und der Ermordung des Erben, Bolesław von Masowien, im Jahr 1340 brachen Kriege zwischen Polen und Litauen um den Besitz des Landes aus. Im Jahr 1392 wurden die Kriege mit dem Vertrag von Ostrowo beendet: Halitsch, Chełm und Bels gingen an Polen, Wolhynien, Luzk und Wladimir-Wolynskij (Fürstentum Wolodymyr) an Litauen.
Durch die Union von Lublin von 1569 wurde das gesamte ehemalige Fürstentum Galizien-Wolhynien Teil von Polen.
Bei der ersten Teilung Polens im Jahr 1772 kam das Königreich Galizien und Lodomeria an Österreich.

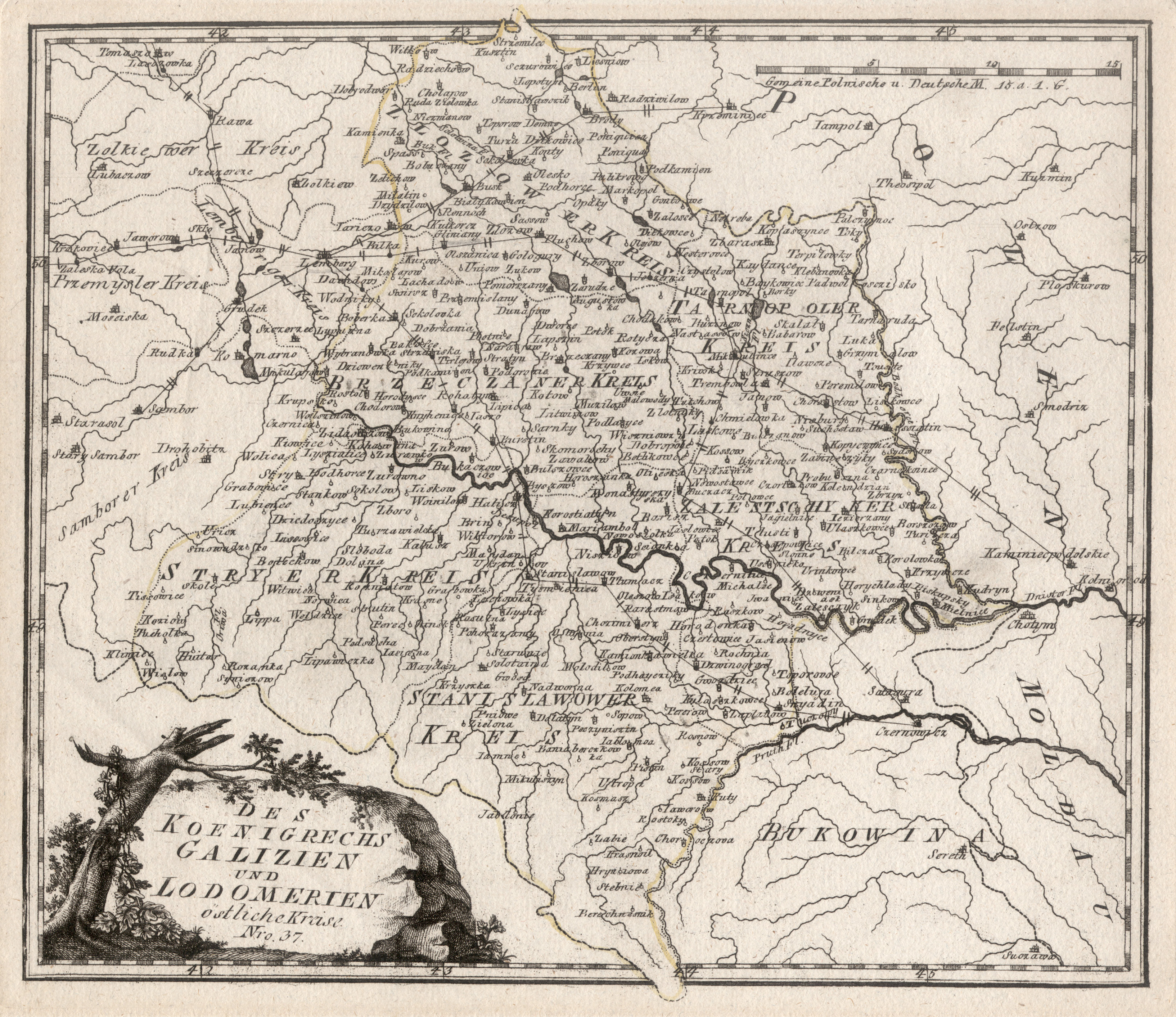
Königreich Galizien und Lodomerien, östliche Kreise

## Einzelnachweise

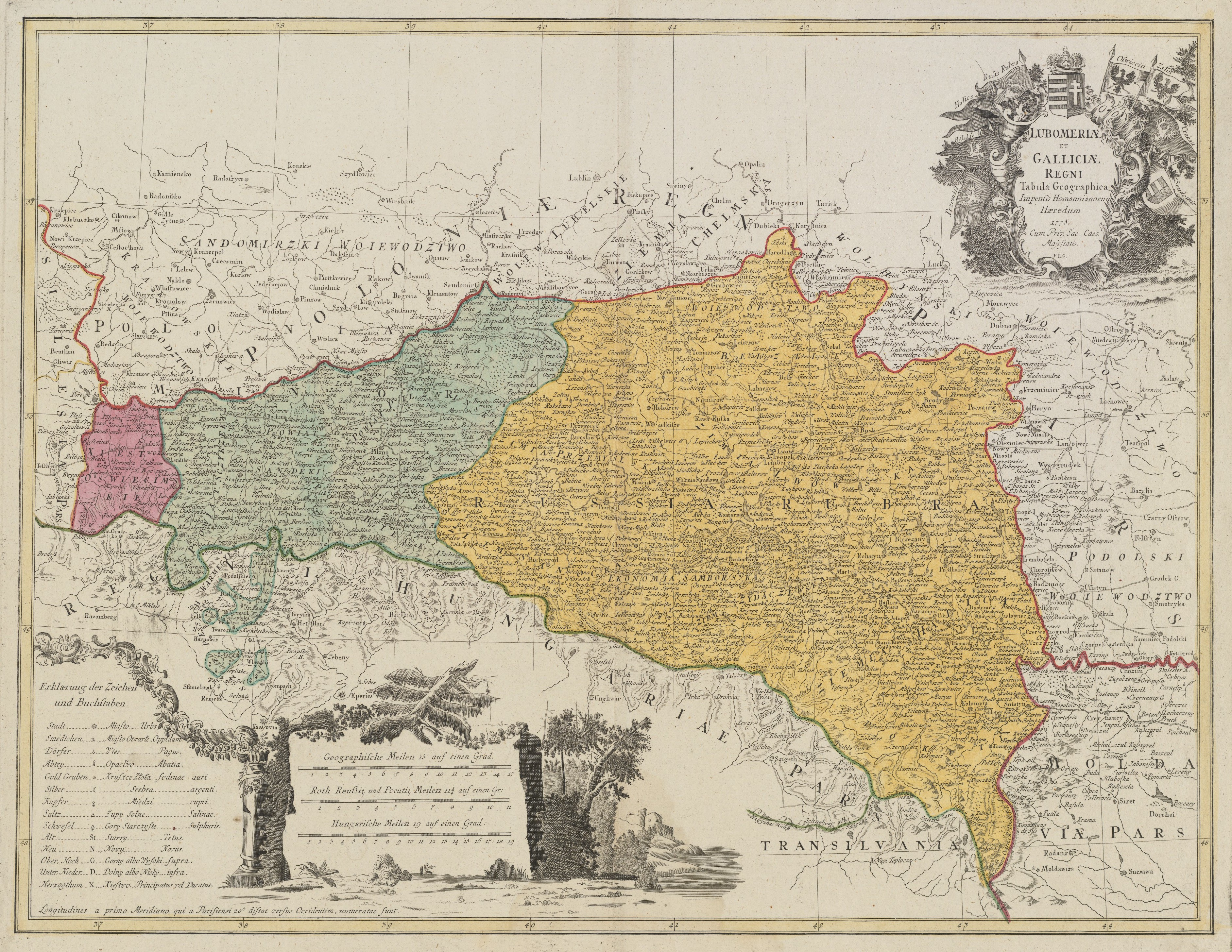
Eine Karte des Königreichs Galizien und Lodomerien ("Lubomeriae et Galliciae Regni tabula geographica”), 1775. Die Karte enthält auch die Bezeichnung von Russia Rubra.